# Таксимо
Таксимо́ — посёлок городского типа, административный центр Муйского района Республики Бурятия и городского поселения «Посёлок Таксимо».
Население — 7140 чел. (2024).

## География
Расположен на правом берегу реки Муи, в 690 км к северо-востоку от Улан-Удэ, на Байкало-Амурской магистрали, в посёлке — одноимённая железнодорожная станция. Автомобильной дорогой соединён с паромной переправой через реку Витим, ведущей к центру золотодобывающего района — городу Бодайбо.
Абсолютный минимум температуры здесь составляет −57.3°, а зимние среднемесячные температуры в январе могут падать до −43°, а в декабре и феврале доходить почти до −40°.

### Часовой пояс
Таксимо, как и вся Бурятия, а также Иркутская область, находится в часовой зоне, обозначаемой по международному стандарту как Irkutsk Time Zone (IRKT). Смещение относительно Всемирного координированного времени UTC составляет +8:00. Относительно московского времени часовой пояс имеет постоянное смещение +5 часов и обозначается в России как: MSK+5.

## Население
| 1989   | 2009    | 2010  | 2011  | 2012  | 2013  | 2014  |
| ------ | ------- | ----- | ----- | ----- | ----- | ----- |
| 12 368 | ↘10 217 | ↘9438 | ↗9531 | ↘9358 | ↘8755 | ↘8503 |
| 2015   | 2016    | 2017  | 2018  | 2019  | 2020  | 2021  |
| ↘8299  | ↘8174   | ↘8114 | ↘7878 | ↘7667 | ↗7691 | ↘7427 |
| 2023   | 2024    |       |       |       |       |       |
| ↘7286  | ↘7140   |       |       |       |       |       |

## Национальный состав
| № |          | 2010 год       |
| - | -------- | -------------- |
| 1 | Русские  | 7732 (83,77 %) |
| 2 | Буряты   | 579 (6,27 %)   |
| 3 | Украинцы | 334 (3,61 %)   |
|   | другие   | 586 (6,35 %)   |
|   | всего    | 9229 (100 %)   |

## История
Посёлок Таксимо был основан в 1910 году, первым жителем стал И. А. Баранчеев, ссыльный из Москвы. Название населённого пункта происходит от эвенкийского «сосновый бор» или «ещё чаша» (по форме окружающего рельефа).
Мощный толчок развитию посёлка оказало строительство в 1970-80-х годах Байкало-Амурской магистрали (c 1982 года Таксимо был одним из центров строительства БАМ). В возведении объектов инфраструктуры, производственной базы и иных объектов посёлка участвовали прибывший сюда в 1980 году отряд «Комсомолец Бурятии», строительно-монтажный поезд № 670 под руководством А. А. Мезенцева, а также прибывший в июле 1982 года ударный отряд строителей из Латвии. В августе 1984 года на участке Таксимо — Витим комсомольско-молодёжная бригада Александра Бондаря установила мировой рекорд скорости укладки железнодорожного полотна: 5400 метров за 1 день. Это достижение по состоянию на 2011 год никем не было превзойдено.
15 апреля 1981 года отнесён к категории рабочих посёлков.
20 июля 1989 рабочие посёлки Таксимо, Тоннельный и Северомуйск переданы из Баунтовского в Муйский район.

## Экономика
Основная отрасль промышленности — золотодобыча (рудник «Ирокинда» (часть ОАО «Бурятзолото», входящего в состав Nordgold) и старательские артели). Ведётся заготовка леса. Работает щебёночный завод, осуществляется добыча строительного камня. Имеются предприятия железнодорожного транспорта, в том числе оборотное депо (Таксимо — место стыковки электрифицированного участка БАМа и не электрифицированного, расположенного к востоку). Вблизи находятся крупные месторождения хризотил-асбеста (Молодёжное), цементного сырья. По состоянию на сентябрь 2024 года месторождения не разрабатываются.

### Банки
В посёлке имеются офисы банков Сбербанк России и ВТБ.

## Связь
В посёлке действуют сотовые операторы «МегаФон», «Yota», «МТС», «Теле-2», «Билайн». Все они обеспечивают голосовую связь и интернет стандарта 3G/4G. Местную городскую (проводную) связь обеспечивает подразделение ОАО «Ростелеком». Интернет-провайдеры — ООО «Пассим-Сервис» и ОАО «Ростелеком».

## Транспорт
В посёлке действует железнодорожная станция Таксимо, а также аэропорт Таксимо. От Таксимо существует грунтовая автотрасса в город Бодайбо Иркутской области через реку Витим, в период навигации работает паромная переправа, в период весны и осени автосообщения Таксимо — Бодайбо нет. Транспортные компании: ОАО «РЖД», Ангара (авиакомпания), ООО «Грифон НОРД», ООО «Трансавто», ООО «ТК ЭНЕРГИЯ», ООО «ТК Баргузин Транс».

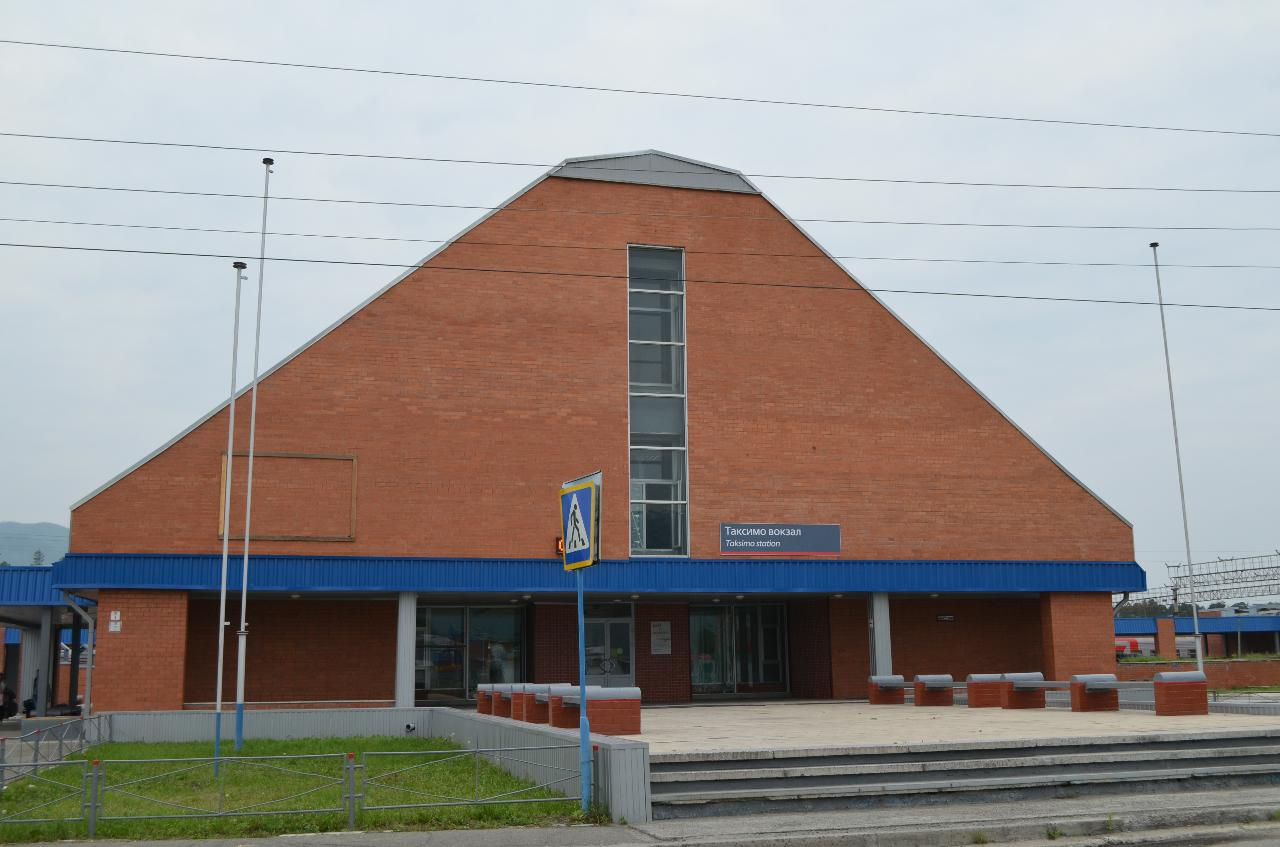
Вокзал Таксимо
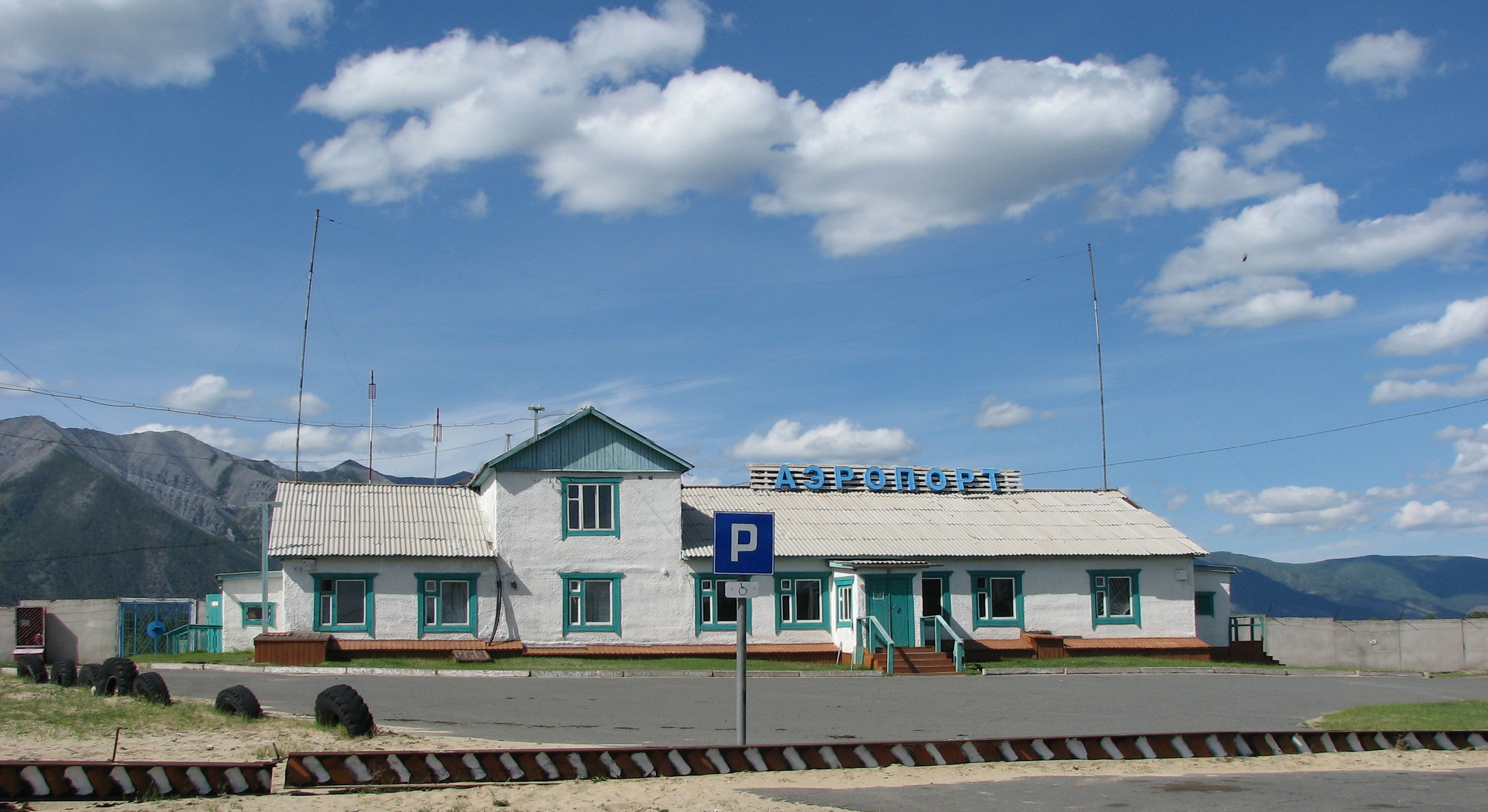
Аэропорт Таксимо

## Культура
В посёлке работают узловая железнодорожная больница, две общеобразовательные школы, детская школа искусств, музей, библиотека, дом детского творчества «Радуга», дом культуры «Верас», детско-юношеский клуб физической подготовки «Юность», ЦДОД «Созвездие». С 1990 года издаётся районная газета «Муйская новь».
Места отдыха жителей — река Муя и озера Ульто, Баранчеевское.

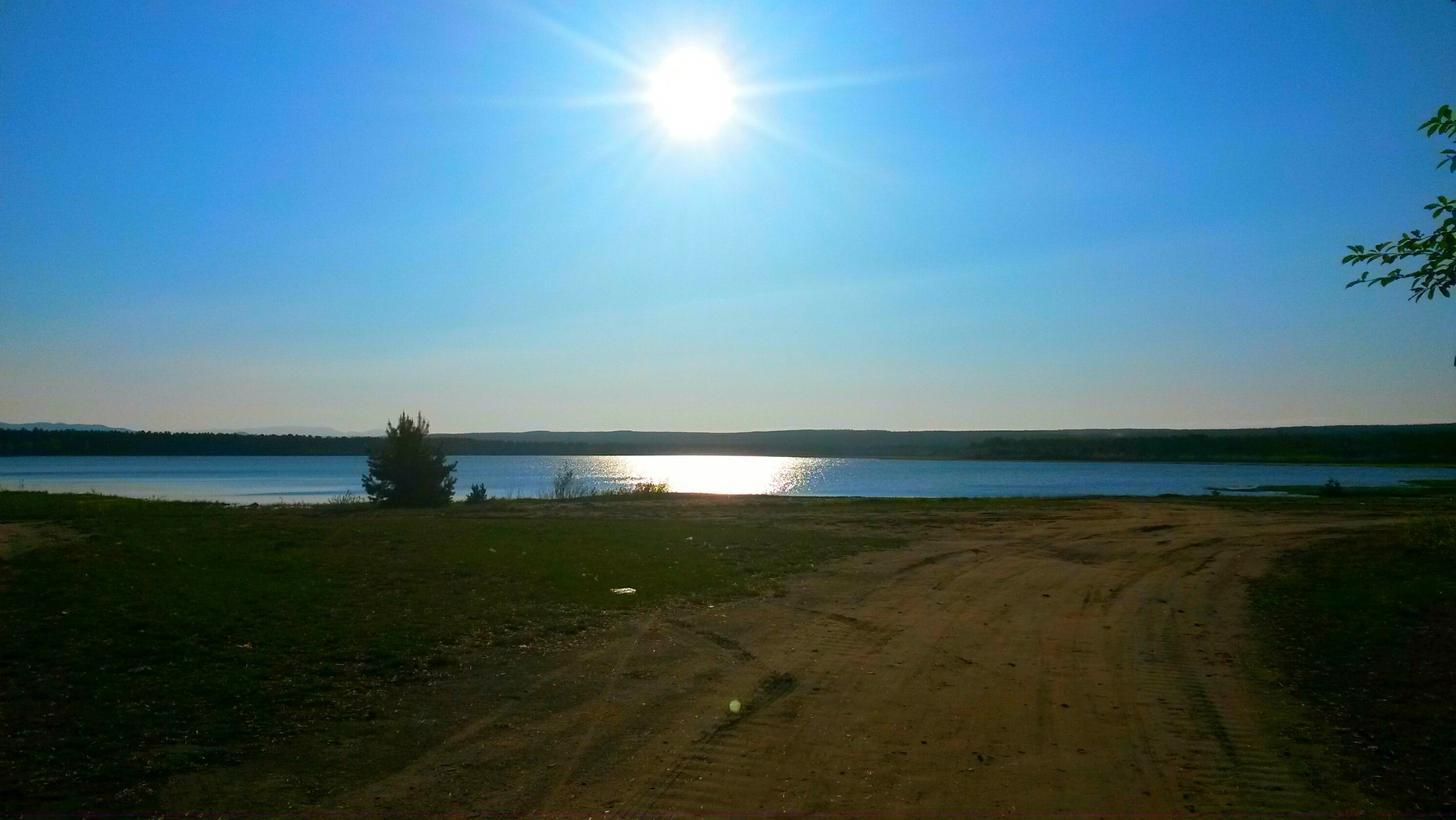
Озеро Баранчеевское
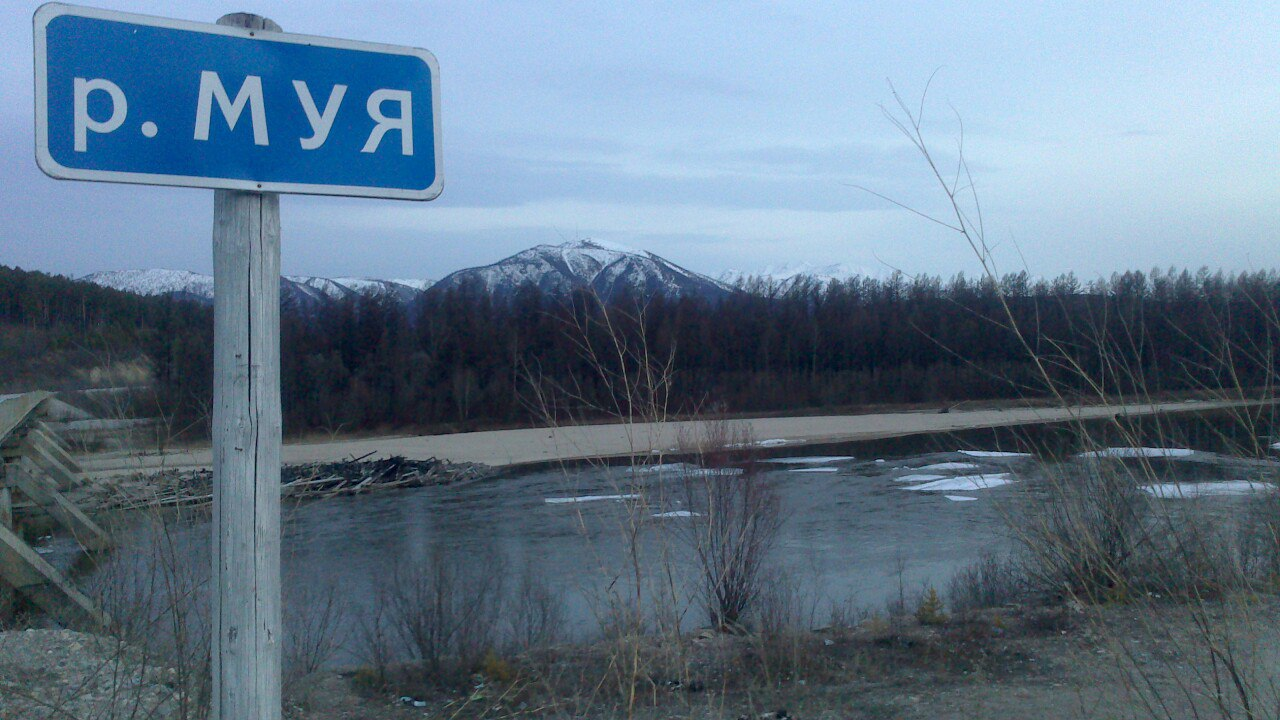
Река Муя
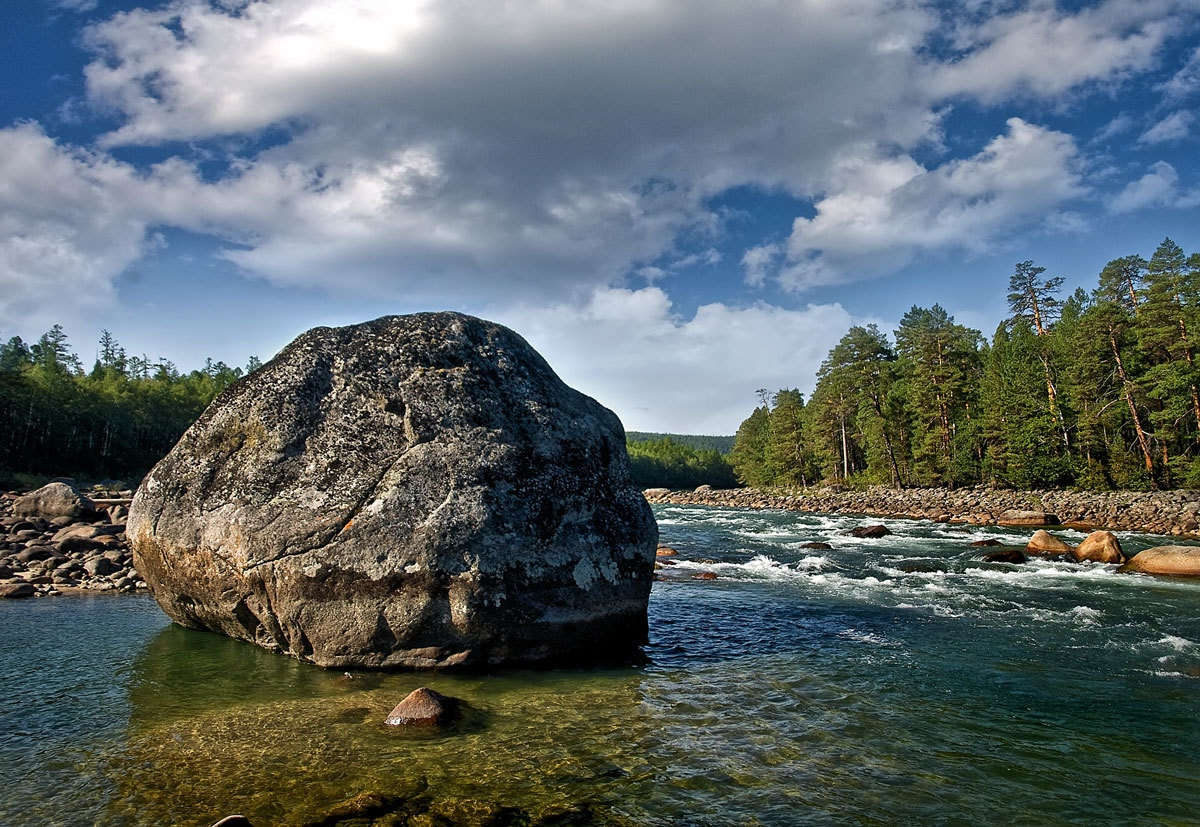

Принимаются радиостанции:
- 1584 Радио России
- 72,02 Радио России
- 101,1 Радио Шансон
- 102,2 Милицейская волна
- 102,7 Радио России
- 105,0 Радио Рекорд
- 107,0 NRJ

## Достопримечательности
Успенская церковь
Православный храм Северобайкальской епархии Бурятской митрополии РПЦ.
Памятник «Самолёт АНТ-4»
В память о погибших при изысканиях трассы БАМа лётчиках, геологах и изыскателях, недалеко от вокзала станции Таксимо установлен памятник — уменьшенный макет самолёта АНТ-4 (ТБ-1). Изготовлен на Улан-Удэнском авиазаводе.
Гора Муйский Гигант
Муйский Гигант — горная вершина, высшая точка Южно-Муйского хребта, в 45 км к юго-западу от Таксимо.

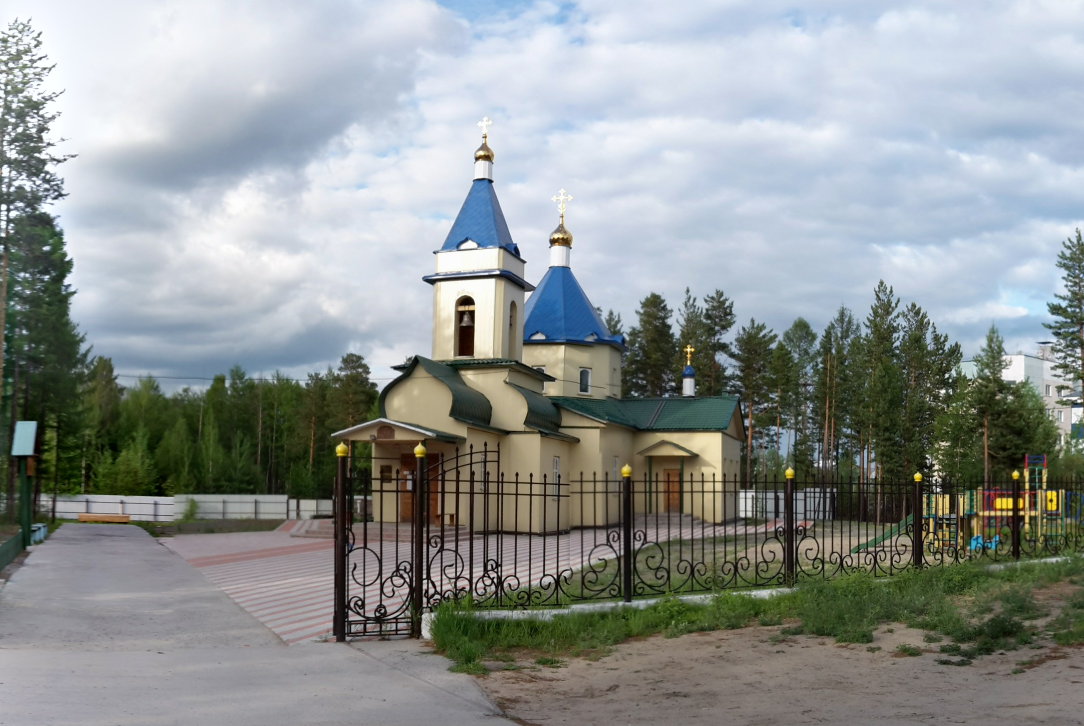
Успенская церковь
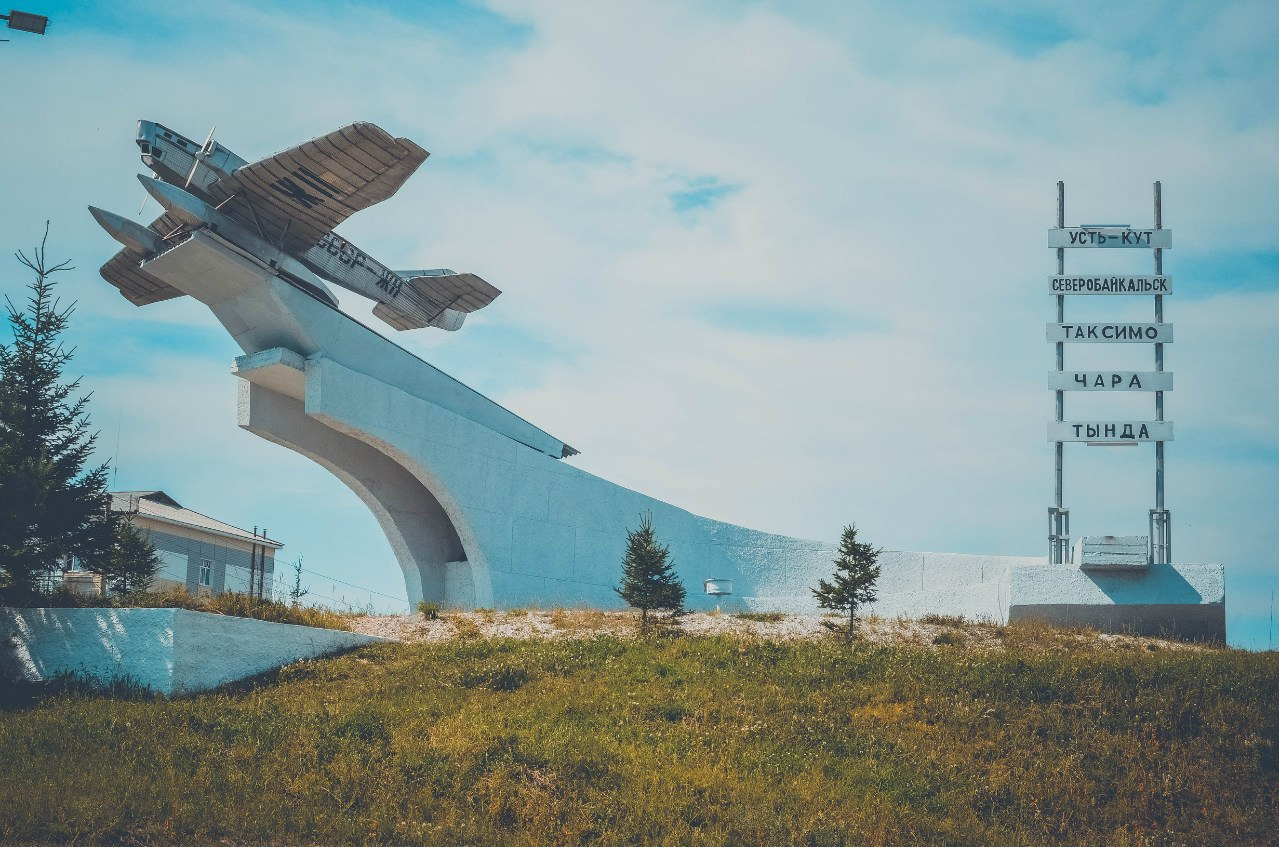
Памятник АНТ-4